# Zijad Klopić
Zijad „Zike“ Klopić (* 2. September 1967 in Gradačac, Jugoslawien, heute Bosnien und Herzegowina) ist ein bosnischer Turbo-Folk-Sänger und Produzent.

## Leben
Zijad Klopić wurde in Gradačac geboren und wuchs in einfachen Verhältnissen auf.
Nach Abschluss einer Lehre als Maschinenbautechniker widmete er sich der Musik und ist seit Ende der 1980er Jahre als Musiker tätig.
Sein erstes offizielles Studioalbum nahm er im Jahr 1996 unter dem Titel "Tuzan si zivote" auf.
2000 folgte das Album "Posljednje suze", 2002 "Gorimo od ljubavi" sowie 2005 "Grade moj".
Sein neuestes Album brachte er Ende 2007 unter dem Titel "Plus i minus" raus.
Weitere bekannte Lieder: "Majcine suze" ("Mutters Tränen"), "Idi, idi" ("Geh, geh"), "Otrov u zeni" ("Das Gift in der Frau"), "Sto me prevari" ("Warum hat sie mich betrogen?"), "Led" ("Eis").

## Privat
Klopić ist verheiratet, lebt in Österreich, Salzburg und ist überzeugter Nichtwähler.
Neben Bosnisch spricht er fließend Deutsch.

## Alben
- 1996: Tuzan si zivote ("Leben, du bist traurig")
- 2000: Posljednje suze ("Die letzten Tränen")
- 2002: Gorimo od ljubavi ("Wir brennen vor Liebe")
- 2005: Grade moj ("Meine Stadt")
- 2007: Plus i minus ("Plus und Minus")